# Villa Il Riposo

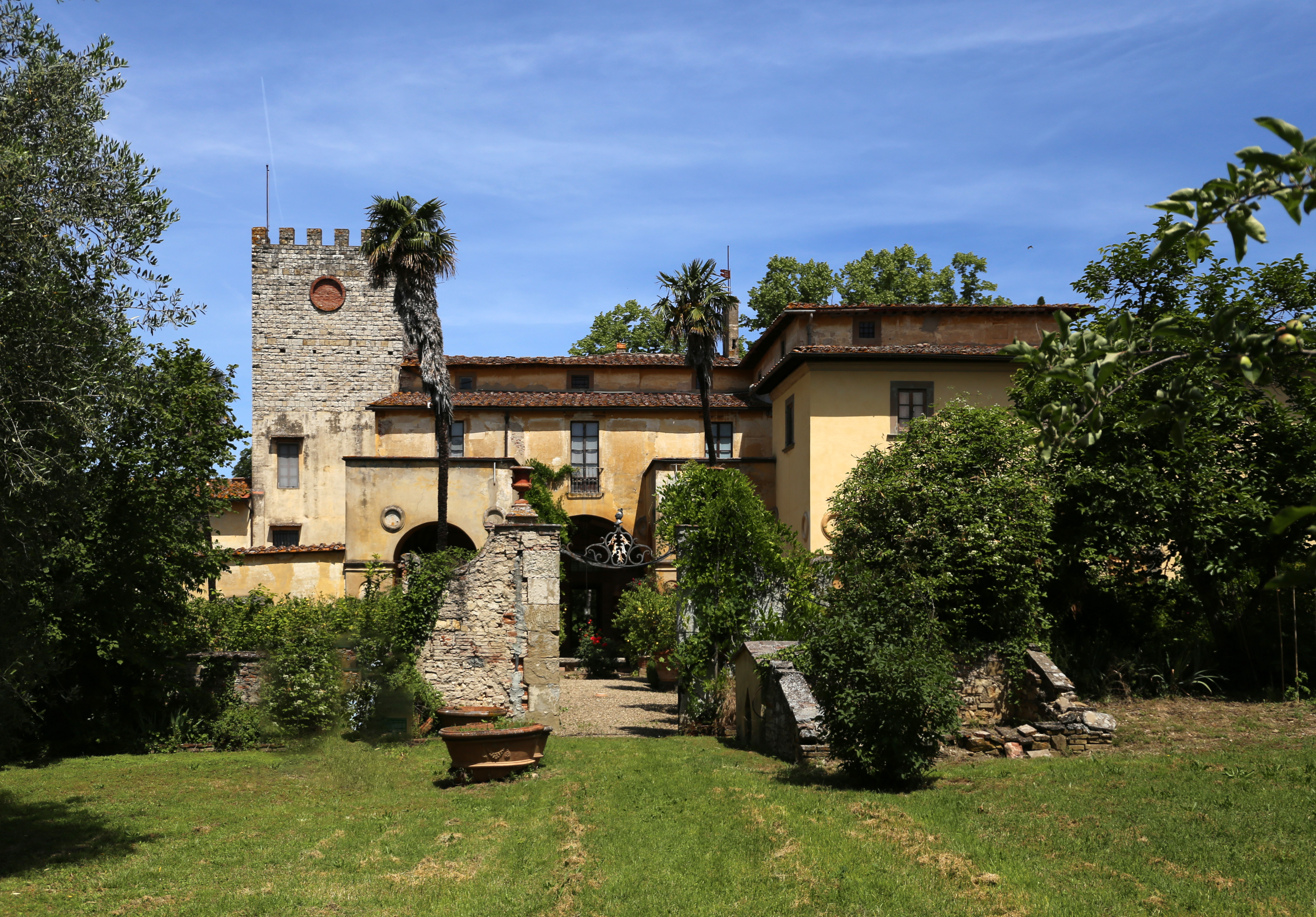
Veduta dal lato sud

La villa Il Riposo (originariamente "Il Riposo de' Vecchi") è una dimora cinquecentesca posta sul colle di Fattucchia, tra le valli dell'Ema e della Grassina, in comune di Bagno a Ripoli (FI) con accesso da via delle Fonti.

## Storia
La villa fu edificata nella seconda metà del Cinquecento, nel luogo dove già nel 1427 esisteva una "casa da signore", da Bernardo Vecchietti (1514-1590), collezionista e mecenate vicino alla corte medicea, membro di una delle più antiche e influenti famiglie fiorentine. Realizzando il suo "palazzo", Bernardo intervenne anche sulla campagna circostante, forse ispirandosi ai parchi delle ville medicee come quella di Pratolino, distribuendovi manufatti dedicati al culto, alla caccia, o allo svago, tra i quali spicca la Fonte della Fata Morgana.
Bernardo Vecchietti ebbe relazioni con molti artisti, primo tra tutti il Giambologna (1524-1608), che ospitò e introdusse alla corte di Francesco I. Si ritiene che il Giambologna abbia contribuito alla progettazione del "Riposo" e della Fonte. 
Raffaello Borghini (1541-1588) ambientò in questi luoghi le conversazioni contenute nel suo libro del 1584, intitolato appunto Il Riposo. Il libro, che è un trattato d'arte in forma di dialogo tra Bernardo e tre nobili ospiti, contiene un'interessante descrizione della villa e dei suoi dintorni.

## Descrizione

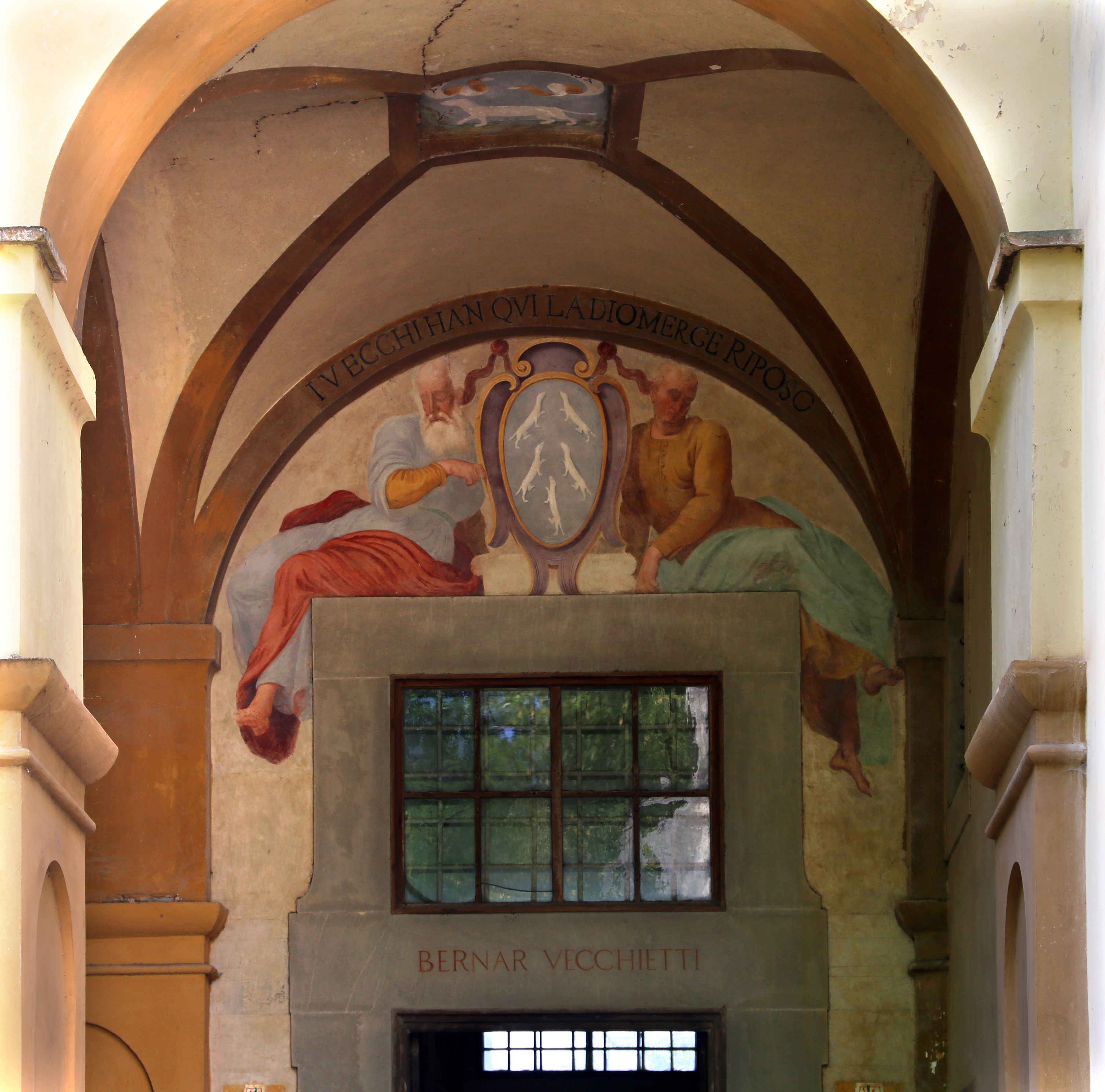
Portale del loggiato nord

L'aspetto attuale della villa non è sostanzialmente mutato rispetto ai tempi della sua costruzione. È evidente che alla morte di Bernardo, avvenuta nel 1590, l'edificio e la sua decorazione esterna restarono parzialmente incompiuti. L'elemento caratterizzante della struttura è l'ampio loggiato, che probabilmente nelle intenzioni originarie avrebbe dovuto circondare tutto l'edificio. Le arcate a tutto sesto, oggi parzialmente tamponate, poggiano su massicci pilastri a base quadrangolare in cui si aprono nicchie. 
Il corpo di fabbrica separa gli spazi esterni in due parti. Il lato nord, quello di accesso, è stilisticamente più semplice. Qui i pilastri non hanno capitelli e il disegno del portale è sobrio ed essenziale. Gli affreschi e l'iscrizione del cartiglio “I vecchi han qui, la Dio mercé, riposo” alludono al nome della famiglia e a quello della dimora. Sulla parete a destra una figura dipinta, nella quale si è voluto riconoscere l'autore degli affreschi, ci osserva da dietro la grata di una falsa finestra. Il giardino, originariamente tenuto a prato come testimonia la raffigurazione presente nella sala di ingresso, è stato modificato a “boschetto” all'inizio del secolo scorso, seguendo il gusto romantico dell'epoca. 
Il lato sud, a cui si accede attraversando l'ampio ingresso affrescato, è quello del giardino privato. Qui il loggiato è disposto a ferro di cavallo intorno all'accesso. I pilastri sono sormontati da capitelli di gusto manieristico e sotto gli archi ampie finestre inginocchiate in pietra serena danno luce alle sale del pianterreno. Pure in pietra serena è il pozzo, arricchito da due eleganti pilette, il cui disegno è tradizionalmente attribuito al Giambologna. 

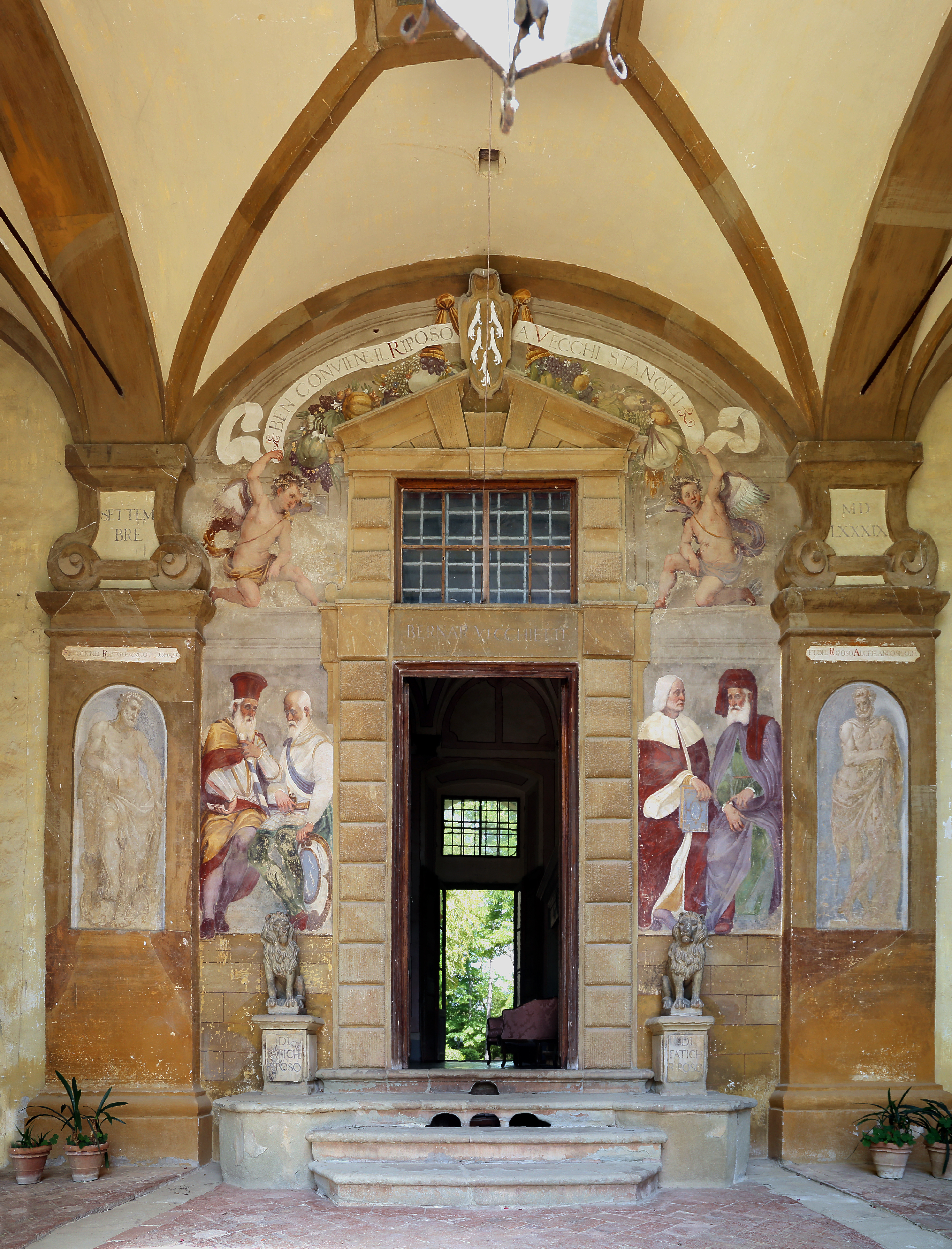
Portale del loggiato sud

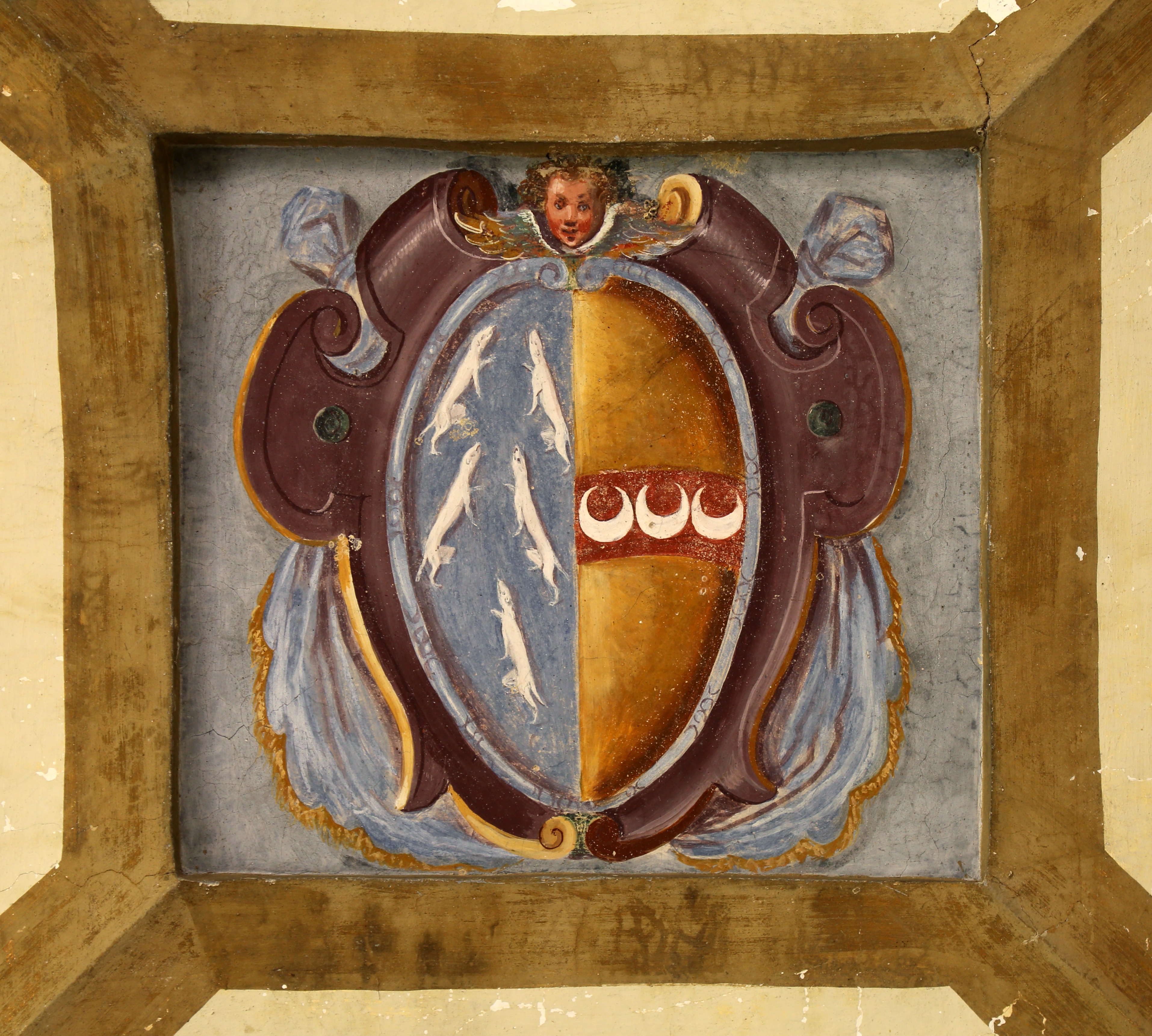
Stemma Vecchietti-Strozzi in una chiave di volta della loggia

Sulla parete di ingresso si apre un maestoso portale in bugnato, sormontato da una luce quadrangolare, sulla quale poggia un timpano che sorregge, al centro di un caratteristico motivo a tre raggi, lo stemma dei Vecchietti con cinque ermellini. Il portale è incorniciato da affreschi, che la tradizione attribuiva a Bernardino Poccetti, ma che più recentemente sono stati attribuiti a Santi di Tito, pittore del quale è documentato il rapporto con Bernardo Vecchietti. In alto il motto nel cartiglio retto da bellissimi putti alati è nuovamente un gioco di parole sul nome della famiglia e su quello della villa. Nella fascia in basso sono rappresentati quattro vecchi che probabilmente rappresentano illustri antenati, caratterizzati da abbigliamenti e attributi il cui particolare significato non è ancora del tutto compreso; nel secondo personaggio da destra, che regge un libro con lo stemma, si è voluto riconoscere lo stesso Bernardo. Nelle false nicchie ai lati del portale sono raffigurate due statue di Ercole, sormontate da scritte che celebrano il riposo dell'eroe. Le chiavi delle volte recano affreschi con lo stemma bipartito Vecchietti-Strozzi (la madre di Bernardo era una Strozzi), e con un'impresa costituita da un ermellino con il motto "Candidior Animus". L'iscrizione sugli sgabelli in pietra ai lati del portale fa ancora una volta riferimento al nome della villa. 
La decorazione originale delle parti architettoniche, basata su un motivo a falsi mattoni analogo a quello della Fonte della Fata Morgana e sul colore grigio della pietra serena, come mostrano l'iconografia antica e i saggi eseguiti in occasione di restauri, è stata sostituita in epoca posteriore da una velatura ocra a imitazione della pietra forte.

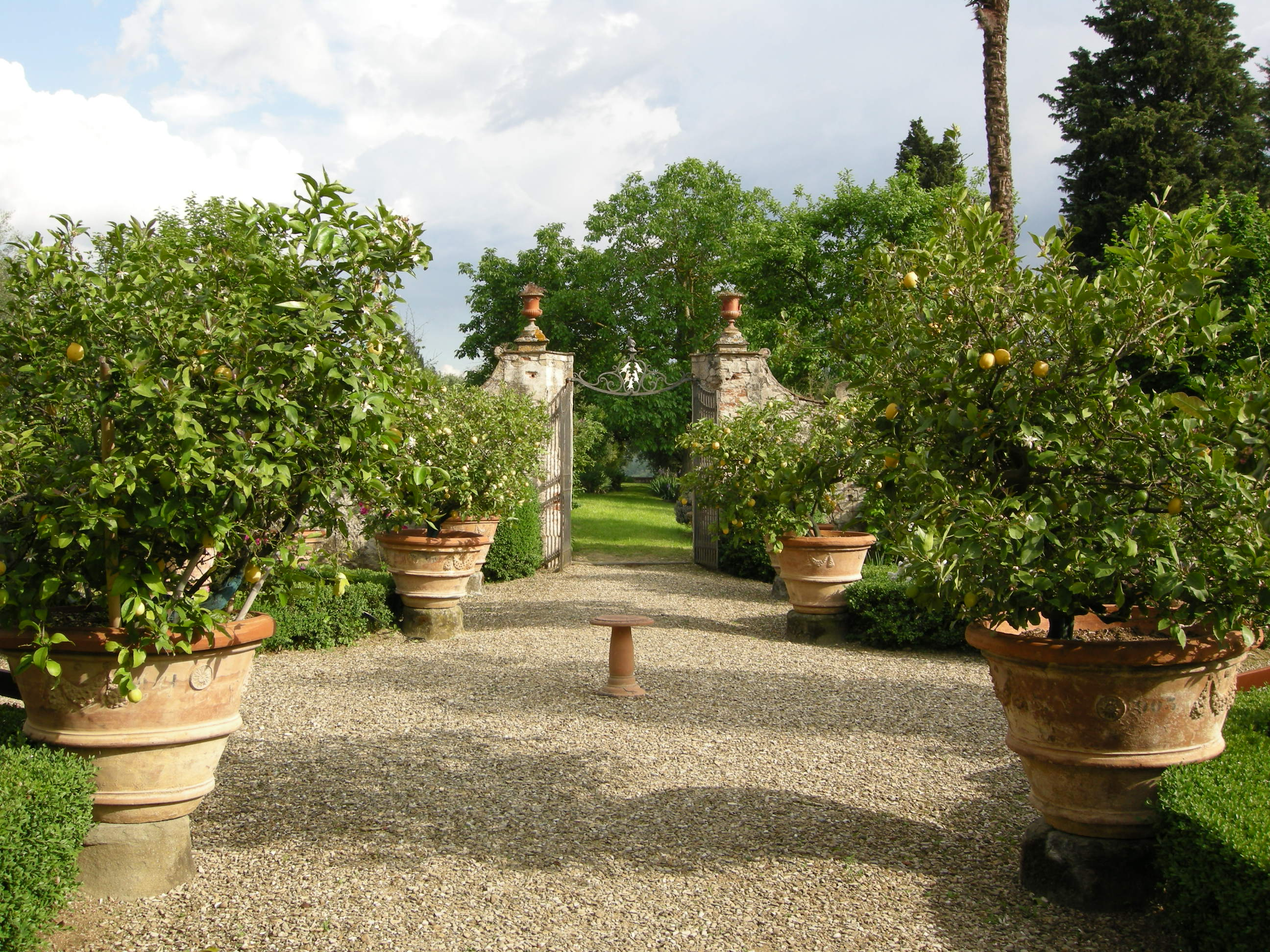
Giardino

Il giardino a sud è sistemato all'italiana con aiuole geometriche incorniciate da siepi di bosso, interrotte a intervalli regolari da piante di agrumi. Le grandi conche e gli orci in terracotta provengono da fornaci dell'Impruneta; molti portano il marchio di fabbrica e la data.
Un cancello di ferro introduce al pomario che offre una gradevole passeggiata fino alla tavola di pietra posta all'estremità del terrapieno; da qui si gode un bel panorama sui colli del Chianti fino all'Impruneta.
Sovrasta la villa una torre in pietra alberese a vista, realizzata nel 1935, secondo uno stile neo-medievale in voga al tempo ma poco affine all'architettura del resto dell'edificio, al posto di una colombaia che era stata danneggiata da un terremoto nel 1895.
La villa rimase di proprietà della famiglia Vecchietti fino al 1871, anno in cui fu acquistata dalla famiglia Signorini, che tuttora vi risiede.